# ۱۱۱۵۰ براگ
سیارک ۱۱۱۵۰ (به انگلیسی: 11150 Bragg، نامگذاری:1997YG1) یازده هزار و صد و پنجاهمین سیارک کشف شده‌است که در ۲۱ دسامبر ۱۹۹۷ کشف شد.
قدر مطلق سیارک برابر ۱۴٫۵۰ است.